# فورد تاروس (نسل اول)
فورد تاروس (نسل اول) (Ford Taurus (first generation)) خودرویی است که در سال‌های ۱۹۸۶–۱۹۹۱در ایالات متحده آمریکا و شیکاگو و ایالات متحده آمریکا تولید شده‌است. است. سیستم جعبه‌دندهٔ آن ۵ دنده به دو صورت خودکار و دستی است.